# گابرووو (استان بلاگووگراد)
گابرووو (به بلغاری: Gabrovo) یک منطقهٔ مسکونی در بلغارستان است که در شهرستان بلاگووگراد واقع شده‌است. گابرووو ۲۴٬۲۶۱ کیلومتر مربع مساحت و ۳۲ نفر جمعیت دارد و ۸۳۶ متر بالاتر از سطح دریا واقع شده‌است.